# Abbaye de Bithaine
L'abbaye de Bithaine est une ancienne abbaye cistercienne, située dans la région de Franche-Comté, sur le territoire de la commune d'Adelans-et-le-Val-de-Bithaine, dans la Haute-Saône.

## Histoire

### La fondation du monastère
Aymon, seigneur de Faucogney, croisé en Terre Sainte et fait prisonnier à Béthanie, implora l'aide de la Vierge, en promettant d'établir un monastère dans son fief s'il était sauvé. Ayant été exaucé, il donna aux moines de Morimond les terres prévues pour l'édification de l'abbaye en avril 1133. Le nom de « Bithaine » vient donc de Béthanie. Selon L. Suchaux, l'abbaye est fondée par Aymé de Faucogney en 1233.

### Au Moyen Âge
L'abbaye prospère et grandit, au point de fonder une abbaye-fille à Chaligny au lieu-dit Ferrière en 1150 à la demande de Gérard II, comte de Vaudémont. Les pères en sont chassés par les habitants en 1159 et s'installent à Clairlieu où ils fondent une abbaye sur un terrain qui leur est donné par Mathieu Ier, duc de Lorraine.
Elle est ensuite pillée plusieurs fois, notamment en mai 1525 lors d'une révolte paysanne.

### La commende et le déclin
L'abbaye passe sous le régime de la commende et commence alors à décliner : moindres vocations, moindre prospérité.

### Après la Révolution
Durant la monarchie de Juillet s'installe une filature de coton dans les bâtiments de l'abbaye. Celle-ci perdure jusqu'à la fin du XIXe siècle.
Une partie de l’abbaye est inscrite au titre des monuments historiques par arrêté du 13 décembre 1995. Cela concerne les sols depuis la route jusqu'à la rivière, les restes de l'ancien quartier claustral, les façades et toitures des bâtiments, l'intégralité de l'aile est, le pigeonnier et la fontaine.
En 1969, après de nombreux changements de propriétaires, l'abbaye est acquise par la famille Berthet, qui crée dans l'abbaye un salon d’art contemporain durant chaque année de juin à octobre depuis 1996.

## Filiation et dépendances
Bithaine est fille de l'abbaye de Morimond